# Адамсон, Джимми
Джеймс «Джимми» Адамсон (4 апреля 1929 — 8 ноября 2011) — английский футболист и футбольный тренер. Он родился в Ашингтоне, Нортумберленд. Он сыграл 476 матчей за «Бернли», став шестым в списке лидеров по проведённым матчам.

## Карьера

### Игровая
Правый полузащитник Адамсон присоединился к «Бернли» в январе 1947 года после занятий любительским футболом в родном Ашингтоне, где он работал шахтёром. Его ранняя карьера была прервана военной службой, которую он проходил в Королевских ВВС, его дебюта пришлось ждать до февраля 1951 года, когда «Бернли» играл на выезде против «Болтон Уондерерс». Он сыграл один матч за Англию B, но никогда не играл за основную сборную.
Пик его карьеры пришёлся на 1960-е: «Бернли» выиграл Первый дивизион Футбольной лиги сезона 1959/60, Адамсон был капитаном в финале кубка Англии 1962, в котором его клуб проиграл «Тоттенхэм Хотспур». Он также был признан футболистом года в Англии в 1962 году.
Адамсон сформировал партнёрство с оттянутым форвардом, Джимми Макилроем, от которого исходило всё творчество в игре «Бернли».

### Тренерская
Адамсон вышел в отставку в 1964 году, сыграв 426 матчей в чемпионате, и был зачислен в тренерский штаб «Бернли». Ранее он представлял Англию на чемпионате мира 1962 года в Чили и был предпочтительным выбором Футбольной ассоциации на должность тренера, но он отклонил это предложение, и тренером сборной стал Альф Рамсей.
В феврале 1970 года, когда тренер «Бернли» Гарри Поттс стал генеральным менеджером, Адамсон был назначен новым тренером команды. «Бернли» был понижен в конце первого полного сезона Адамсона у руля, но клуб вернулся в элиту в 1973 году, выиграв Второй дивизион.
«Бернли» был понижен снова в 1976 году, хотя Адамсон покинул клуб ещё в январе. В мае 1976 года он был назначен тренером голландской команды «Спарта Роттердам», но покинул пост в следующем месяце. В ноябре 1976 года он стал тренером «Сандерленда», но не смог предотвратить их вылет из Первого дивизиона.
Он покинул «Сандерленд» в ноябре 1978 года, сменив Джока Стейна на посту тренера «Лидс Юнайтед». Его годы в «Лидс» хорошо помнят по крикам болельщиков «Вон Адамсона!», которыми фанаты критиковали его более поздние игры. Он покинул «Лидс» в октябре 1980 года. Он не принимал дальнейшего участия в профессиональном футболе и провёл остаток своей жизни в Бернли.
Адамсон умер 8 ноября 2011 года в возрасте 82 лет. Его досматривала жена Мэй и две дочери, Джули и Джейн. У него остались три внучки и два внука.
1 августа 2013 года была выпущена его биография, написанная Дэйвом Томасом и опубликованная «Pitch Publishing».

## Достижения
«Бернли»
- Чемпион Англии: 1959/60
- Кубок Англии (финалист): 1962